# ローガン・ベレット
スコット・ローガン・ベレット（Scott Logan Verrett, 1990年6月19日 - ）は、アメリカ合衆国・テキサス州ザ・ウッドランズ出身のプロ野球選手（投手）。右投右打。

## 経歴

### プロ入り前
ベイラー大学時代にはマックス・マンシーとチームメートだった。

### プロ入りとメッツ傘下時代
2011年のMLBドラフト3巡目（全体101位）でニューヨーク・メッツから指名され、8月15日に契約。
2012年に傘下のA級サバンナ・サンドナッツでプロデビュー。11試合に先発登板して3勝2敗・防御率3.06・67奪三振の成績を残した。7月27日にA+級セントルーシー・メッツへ昇格。A+級セントルーシーでは6試合に先発登板して2勝0敗・防御率2.09・26奪三振の成績を残した。
2013年はAA級ビンガムトン・メッツでプレーし、24試合に先発登板して12勝6敗・防御率4.25・132奪三振の成績を残した。
2014年はAAA級ラスベガス・フィフティワンズでプレーし、28試合に先発登板して11勝5敗、防御率4.33・119奪三振の成績を残した。

### レンジャーズ時代
2014年12月11日に行われたルール・ファイブ・ドラフトでボルチモア・オリオールズから指名され、移籍した。
2015年3月10日にオリオールズと1年契約に合意した が、4月2日にウェイバー公示を経てテキサス・レンジャーズへ移籍した。4月8日のオークランド・アスレチックス戦でメジャーデビュー。7点ビハインドの5回1死から登板し、2.2回を4安打2失点だった。4月12日のヒューストン・アストロズ戦では同点の13回表から登板したが、14回表にハンク・コンガーから勝ち越しの2点本塁打を打たれ、メジャー初黒星を喫した。開幕から4試合の登板のうち3試合で失点し、防御率6.00と結果を残せず、4月24日にDFAとなった。

### メッツ復帰

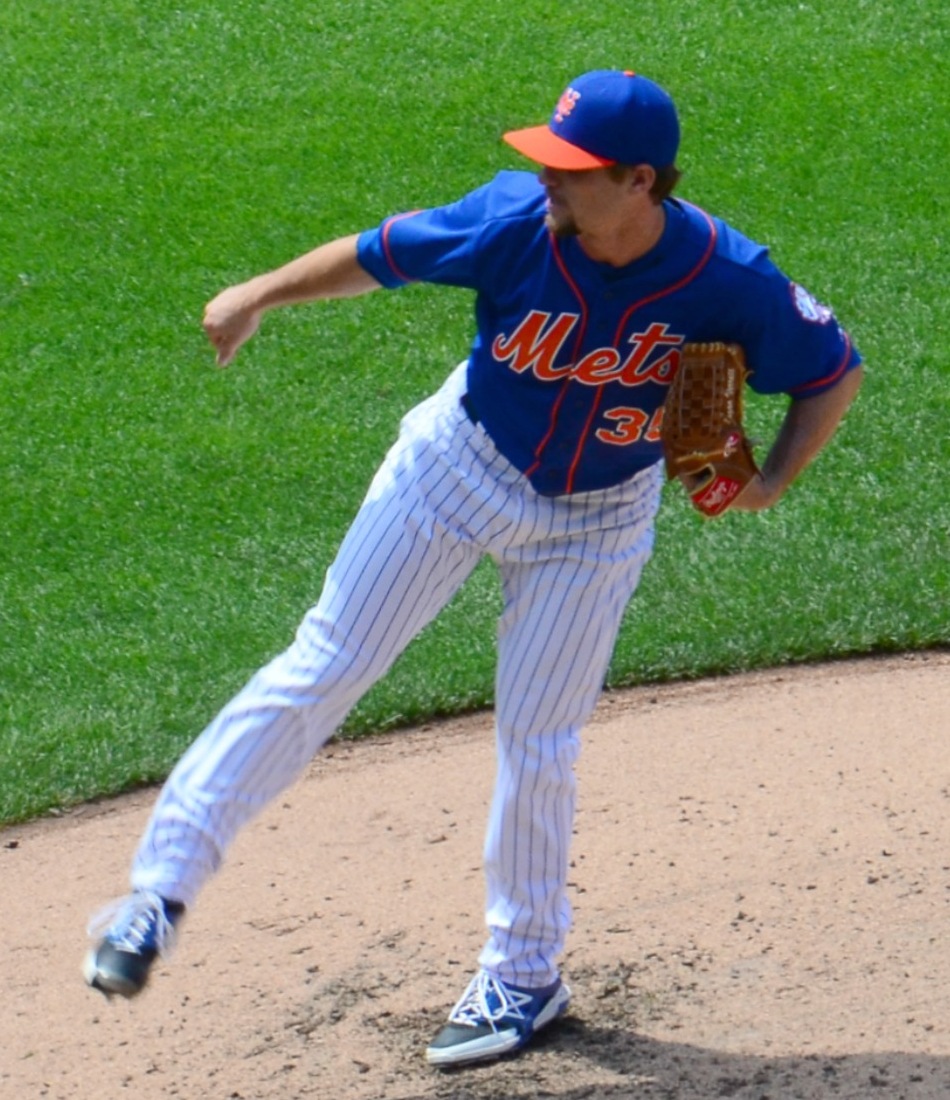
2015年6月28日

2015年4月24日にレンジャーズがDFAとしたため、ルール・ファイブ・ドラフトの規定によりメッツに獲得権が移り、5月4日にメッツが獲得を発表。同日に40人枠から外し、マイナー契約で再契約した。移籍後はAAA級ラスベガスで11試合（先発4試合）に登板し、2勝0敗、防御率3.00と好投。6月18日にメッツとメジャー契約を結んだ。昇格後は6試合に登板し、7月5日のロサンゼルス・ドジャース戦では初セーブを記録したが、7月7日にヘンリー・メヒアが薬物違反の出場停止から復帰したため、AAA級ラスベガスへ降格。降格後は先発として5試合に登板し、8月18日にボビー・パーネルが故障者リスト入りしたため再昇格した。中2日ながら8月23日のコロラド・ロッキーズ戦でメジャー初先発を務めると、8.0回を4安打1失点8奪三振に抑え、メジャー初勝利を挙げた。その後はリリーフとして登板していたが、8月31日に再びAAA級ラスベガスへ降格。9月14日に再昇格した。メッツでは14試合（先発4試合）に登板して1勝1敗1セーブ・防御率3.03・36奪三振の成績を残した。
2016年は開幕ロースター入りし、開幕から先発やリリーフとしてフル回転したが、6月11日のミルウォーキー・ブルワーズ戦で4敗目を喫し、翌12日にAAA級ラスベガスへ降格。6月22日に再昇格した。この年は先発で12試合・リリーフで23試合の計35試合に登板し、3勝8敗・防御率5.20・WHIP1.56という成績だった。

### オリオールズ時代
2016年11月30日に金銭トレードで、オリオールズへ移籍した。
2017年9月1日にDFAとなり、5日にマイナー契約に切り替わって傘下のAAA級ノーフォーク・タイズへ配属された。

### NCダイノス時代
2017年11月16日にKBOリーグのNCダイノスと契約した。
2018年3月25日にKBO初出場を果たした。最終的に6勝を記録した。オフに自由契約となった。

### アスレチックス傘下時代
2019年2月8日にオークランド・アスレチックスとマイナー契約を結んだ。オフの11月4日にFAとなった。

### 独立リーグ時代
2021年3月12日、独立リーグであるアメリカン・アソシエーションのクリーバーン・レイルローダーズと契約を結んだ。

### マリナーズ傘下時代
2021年5月24日にシアトル・マリナーズとマイナー契約を結び、AAA級タコマ・レイニアーズに配属された。AAAタコマでは19試合に先発登板し、11勝4敗、防御率4.74の成績を残したが、メジャー昇格の機会はなかった。オフの11月7日にFAとなった。

### ナショナルズ傘下時代
2022年2月9日にワシントン・ナショナルズとマイナー契約を結んだ。

## 投球スタイル
平均90mphのフォーシームにツーシーム、スライダー、チェンジアップ、カーブの変化球を持つ。

## 詳細情報

### 年度別投手成績
| 年 度    | 球 団    | 登 板 | 先 発 | 完 投 | 完 封 | 無 四 球 | 勝 利 | 敗 戦 | セ 丨 ブ | ホ 丨 ル ド | 勝 率 | 打 者 | 投 球 回 | 被 安 打 | 被 本 塁 打 | 与 四 球 | 敬 遠 | 与 死 球 | 奪 三 振 | 暴 投 | ボ 丨 ク | 失 点 | 自 責 点 | 防 御 率 | W H I P |
| -------- | -------- | ----- | ----- | ----- | ----- | -------- | ----- | ----- | -------- | ----------- | ----- | ----- | -------- | -------- | ----------- | -------- | ----- | -------- | -------- | ----- | -------- | ----- | -------- | -------- | ------- |
| 2015     | TEX      | 4     | 0     | 0     | 0     | 0        | 0     | 1     | 0        | 0           | .000  | 42    | 9.0      | 11       | 1           | 4        | 1     | 0        | 3        | 1     | 0        | 7     | 6        | 6.00     | 1.66    |
| 2015     | NYM      | 14    | 4     | 0     | 0     | 0        | 1     | 1     | 1        | 0           | .500  | 148   | 38.2     | 23       | 5           | 11       | 3     | 2        | 36       | 0     | 0        | 13    | 13       | 3.03     | 0.87    |
| '15計    | NYM      | 18    | 4     | 0     | 0     | 0        | 1     | 2     | 1        | 0           | .333  | 190   | 47.2     | 34       | 6           | 15       | 4     | 2        | 39       | 1     | 0        | 20    | 19       | 3.59     | 1.02    |
| 2016     | NYM      | 35    | 12    | 0     | 0     | 0        | 3     | 8     | 0        | 0           | .273  | 406   | 91.2     | 100      | 16          | 43       | 3     | 4        | 66       | 4     | 1        | 55    | 53       | 4.22     | 1.31    |
| 2017     | BAL      | 4     | 0     | 0     | 0     | 0        | 2     | 0     | 0        | 0           | 1.000 | 47    | 10.2     | 11       | 3           | 3        | 1     | 2        | 9        | 0     | 0        | 6     | 5        | 5.20     | 1.56    |
| 2018     | NC       | 29    | 29    | 0     | 0     | 0        | 6     | 10    | 0        | 0           | .375  | 698   | 155.0    | 178      | 24          | 59       | 0     | 9        | 144      | 9     | 1        | 94    | 91       | 5.28     | 1.53    |
| MLB：3年 | MLB：3年 | 57    | 16    | 0     | 0     | 0        | 6     | 10    | 0        | 0           | .375  | 643   | 150.0    | 145      | 25          | 61       | 8     | 8        | 114      | 5     | 1        | 81    | 77       | 4.62     | 1.37    |
| KBO：1年 | KBO：1年 | 29    | 29    | 0     | 0     | 0        | 6     | 10    | 0        | 0           | .375  | 698   | 155.0    | 178      | 24          | 59       | 0     | 9        | 144      | 9     | 1        | 94    | 91       | 5.28     | 1.53    |

- 2020年度シーズン終了時

### 背番号
- 41（2015年 - 同年途中、2017年）
- 35（2015年途中 - 2016年）
- 53（2018年）